# Universiteit van Zadar
De Universiteit van Zadar (Kroatisch: Sveučilište u Zadru) is een publieke onderzoeksuniversiteit, gevestigd in Zadar, Kroatië. De universiteit werd in haar huidige vorm opgericht in 2002, maar kan haar wortels traceren tot de in 1396 door Dominicanen opgerichte Universitas Iadertina, waarmee het het oudste tertiaire onderwijsinstituut van Kroatië is en een van de oudste van Europa.
In de QS World University Rankings van 2020 staat de Universiteit van Zadar op een 301-350ste plaats in de EECA (Oost-Europa en Centraal-Azië) ranglijst, waarmee het de 6e Kroatische universiteit op de lijst is.